# Зелёное кольцо Волгограда
Зелёное кольцо Волгограда — территория, представляющая особую ценность для сохранения объектов животного и растительного мира, занесённых в Красную книгу Волгоградской области на территории уникального природного комплекса — искусственно созданного лесного массива, расположенного вблизи рабочего посёлка Городище в Городищенском районе Волгоградской области входит в систему лесополос и является из связующим звеном созданных в 1940-х 1950-х годах Камышин — Сталинград и Сталинград-Степной-Черкесск лесополос.

## История
Работа по созданию Зелёного кольца вокруг города была начата в 1935 году. Строительство велось специально созданной для этой цели лесомелиоративной машинно-тракторной станцией (Сталинградской лесопосадочной МТС), главная усадьба и дирекция которой находилась на станции Садовая. Перед МТС была поставлена задача в период с 1935 по 1947 год озеленить окрестности Сталинграда, возвести Зелёное кольцо шириной 3-7 км и протяженностью 50 км. Общая площадь, занимаемая Зелёным кольцом, определялась в 200 км².
По характеру производимых работ и их масштабу станция являлась первой в СССР. Полностью работы планировалось завершить к 1939 году. При ширине Зелёного кольца до 4-х км намечалось озеленить площадь в 11200 гектаров, в том числе 7000 га сплошных посадок. Осень 1935 года было уже посажено 222,3 га, в том числе 38,3 га лесных культур, 141,9 га садовых, 21,6 га парков и 14 га виноградника. К началу Великой Отечественной войны уже было создано 1360 га Зелёного кольца. По другим данным до начала Великой Отечественной войны посадки были проведены на площади около 3000 га (в плотном исчислении), в том числе более 1100 га садов и виноградников, около 300 га лесопарков и 1800 га лесных культур в виде полосных насаждений и небольших массивов.
За время боёв под Сталинградом многие насаждения были уничтожены или сильно повреждены.
По состоянию на 1 января 1966 года в составе зелёной зоны Волгограда имелось 6800 га насаждений. В этом числе естественных байрачных и пойменных лесов — 838 га, из них собственно в Зелёном кольце 500 га; искусственные насаждения в Зелёном кольце составляли 3719 га; государственные лесные полосы имели площадь 1789 га и на степных дубравных участках имелось 454 га. Площадь Зелёного кольца была представлена четырьмя отдельными участками площадью от 500 до 3000 га каждый..
Упираясь в берег Волги, Зелёное кольцо преграждало наступление огромных масс песчаной пыли на город. Создание зелёного пояса являлось единственной мерой для смягчения резко континентального климата в городе с суховеями, высокими летними температурами и весьма низкой влажностью, снижающейся летом до 15 %. Кроме того, Зелёным кольцом создавалась база по снабжению населения города фруктами и ягодами, а в окрестностях города создавались условия для дачного строительства. На Зелёном кольце широко использовалось искусственное орошение, особенно при насаждении плодовых и парковых культур. Достижения в работе Сталинградской лесопосадочной МТС демонстрировались на Всесоюзной сельскохозяйственной выставке.

## Описание
Климат засушливый с резко выраженной континентальностью. На склонах балок Зелёного кольца, в лощинах, потяжинах под естественной нагорной байрачной дубравой сформировались лесо-каштановые среднегумусные маломощные и среднемощные суглинистые почвы. Особенностью этих почв является антропогенная перерытость воронками, скопами, блиндажами и т п. Почвы плодородные незасоленные. Водный режим почв промывной и периодически промывной. Почвообразующие породы — глинистые и песчаные породы на территории имеются светло-каштановые почвы в понижениях, поймах рек, балках имеются участки луговых, слитые, почв смольниц, коричневые почвы и красноцветные и жёлтые почвы разной степени выветривания. Коренные породы — четвертичные отложения. На территории расположены 2 пруда общей площадью 368 м². Растительность травянистая степная, байрачные дубравы и искусственные посадки из лиственных и хвойных пород (клён платановидный, дуб черешчатый, сосна обыкновенная, сосна крымская, сосна жёлтая, осина). В естественных байрачных и около пойменных участках присутствует популяции одного из видов и такого удивительного растения как злака Остянка растущих так же спорадический и в балке Питибской, на Дону и в некоторых других местах Центральной и Южной части Волгоградской области в выше указанных природных условиях.

## Растения
- Тюльпан Шренка (Гесснера) — Tulipa schrenkii Regel
- Тюльпан Биберштейна — Tulipa biebersteiniana Schult. et Schult. fil.
- Рябчик русский — Fritillaria ruthenica Wikstr.
- Ковыль опушеннолистный — Stipa dasyphylla (Lindem.) Trautv.
- Ковыль перистый — Stipa pennata L.
- Птицемлечник Фишера — Ornithogalum fischeranum Krasch.,
- Ирис низкий — Iris pumila L.
- Адонис волжский — Adonis wolgensis Stev.
- Астрагал пузырчатый — Astragalus physodes L.

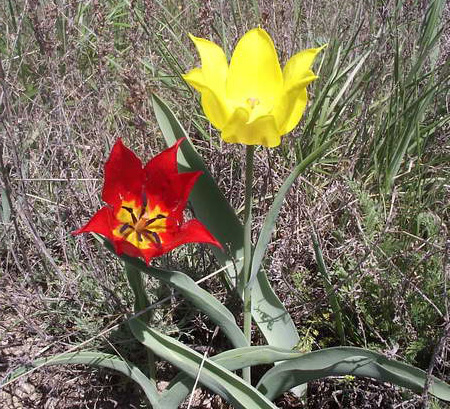
Тюльпан Шренка
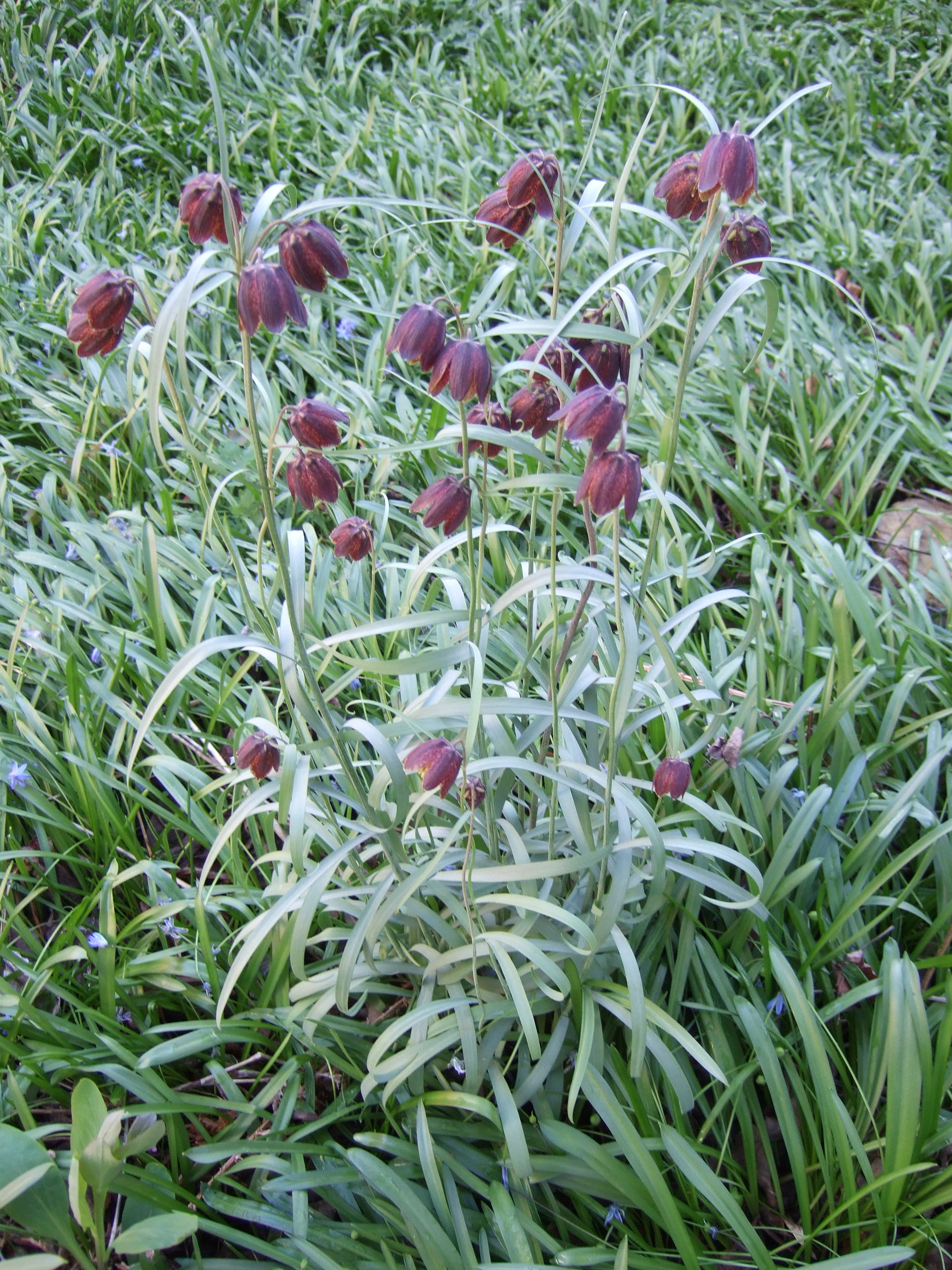
Рябчик русский
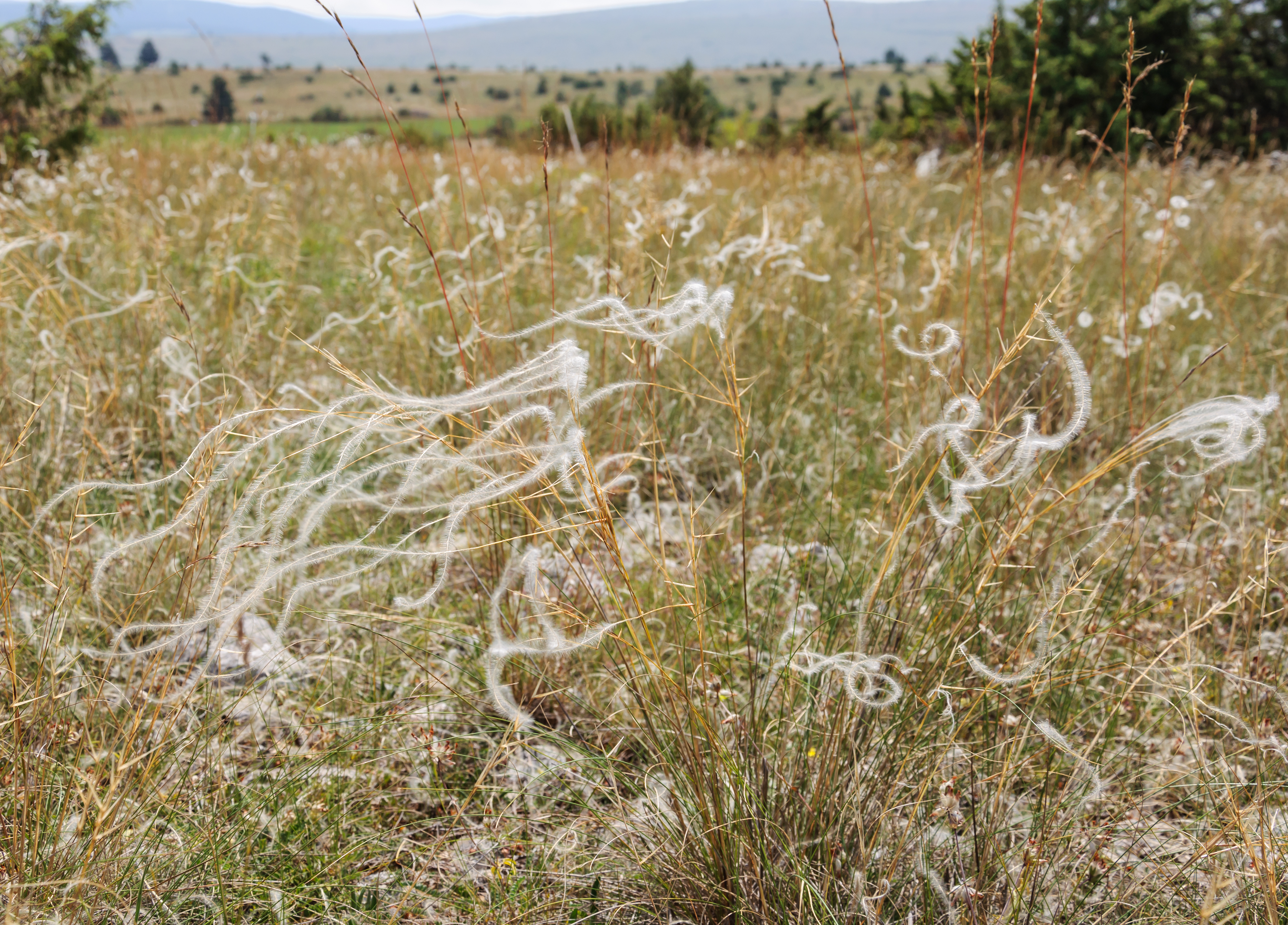
Ковыль перистый
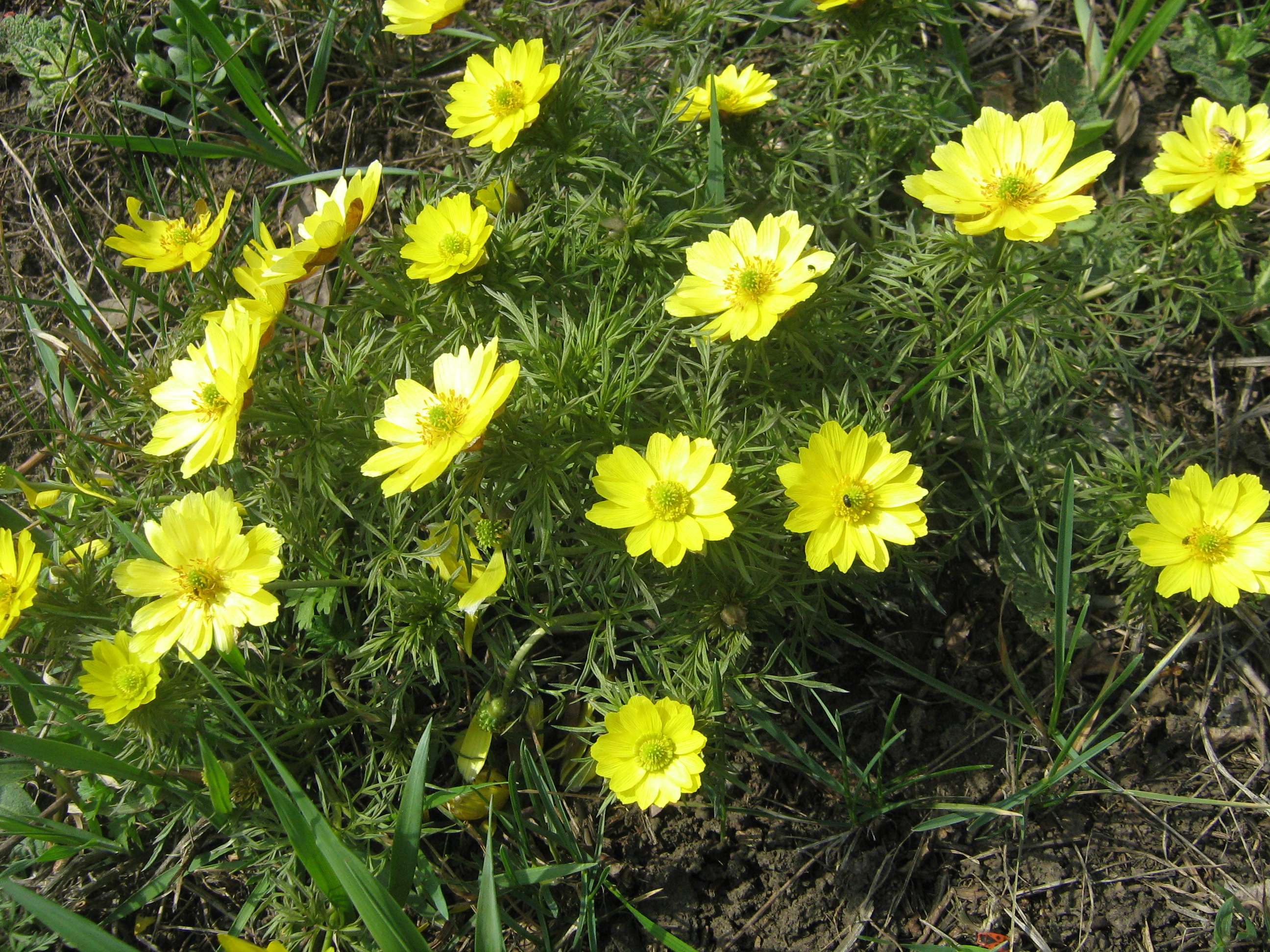
Адонис волжский

## Животные
- Полоз желтобрюхий — Coluber caspius Gmelin
- Жужелица бессарабская — Carabus bessarabicus Fischer-Waldheim
- Венгерская жужелица — Carabus hungaricus mingens Quensel
- Жук-олень — Lucanus cervus Linnaeus
- Пчела-плотник — Xylocopa valga Gerstaecker
- Махаон — Papilio machaon Linnaeus

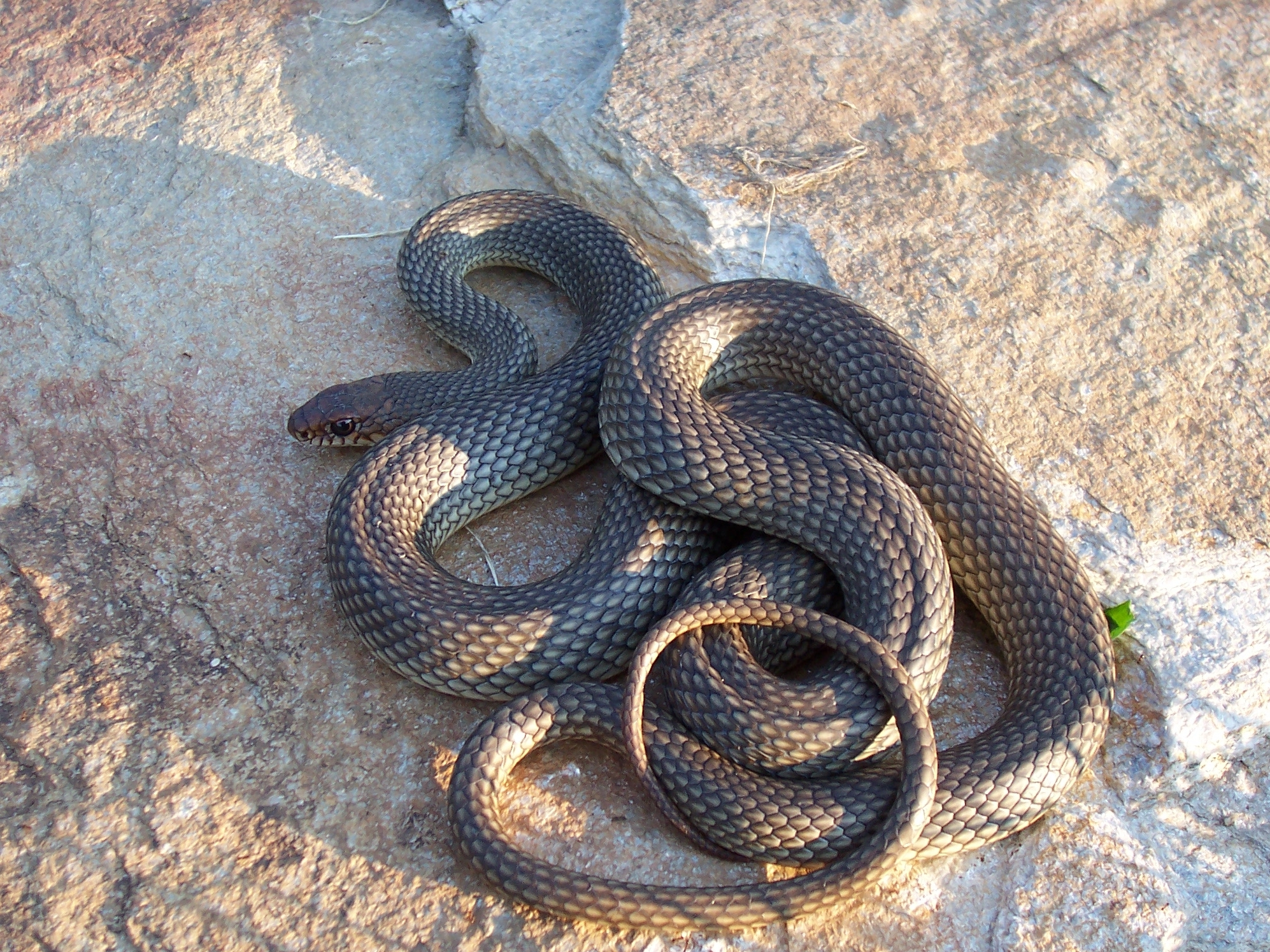
Полоз желтобрюхий
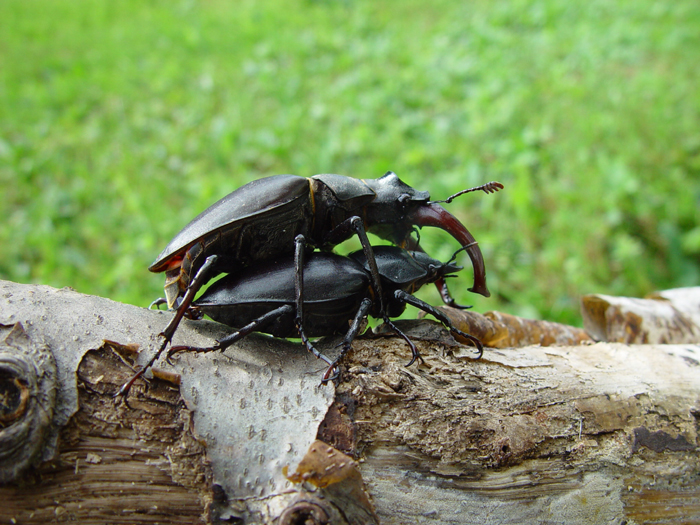
Жук-олень
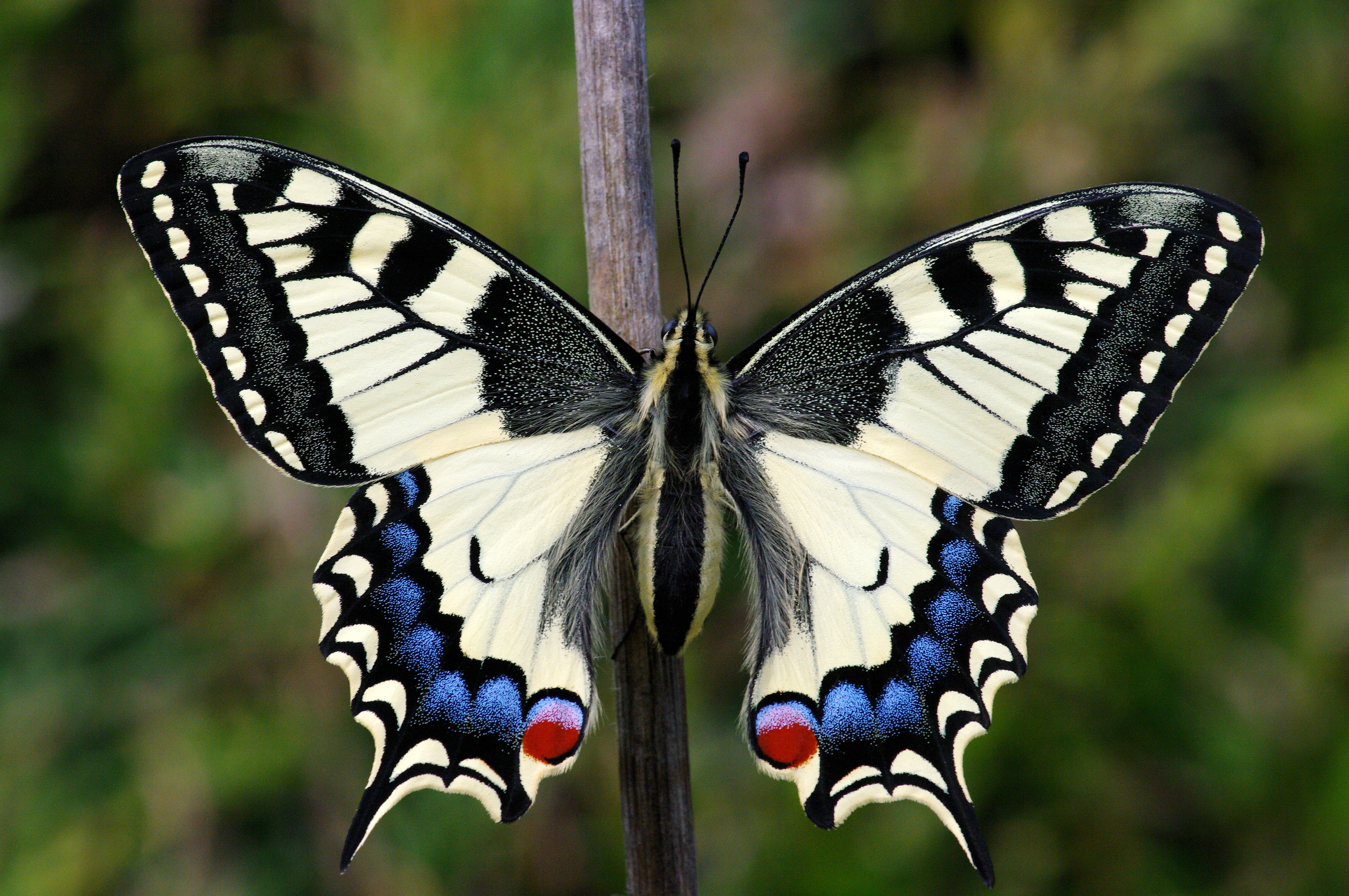
Махаон
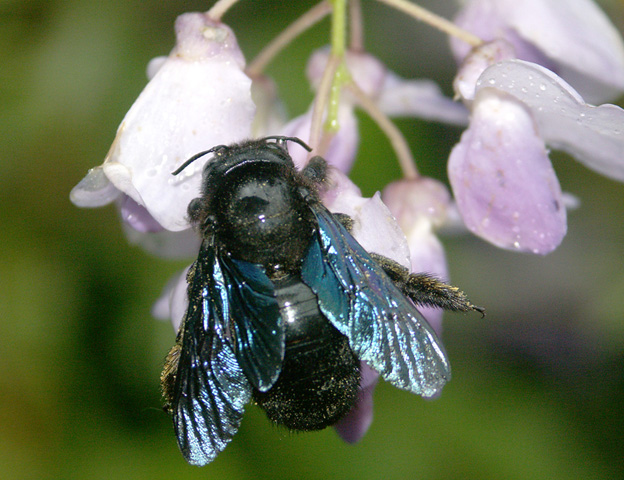
пчела-плотник
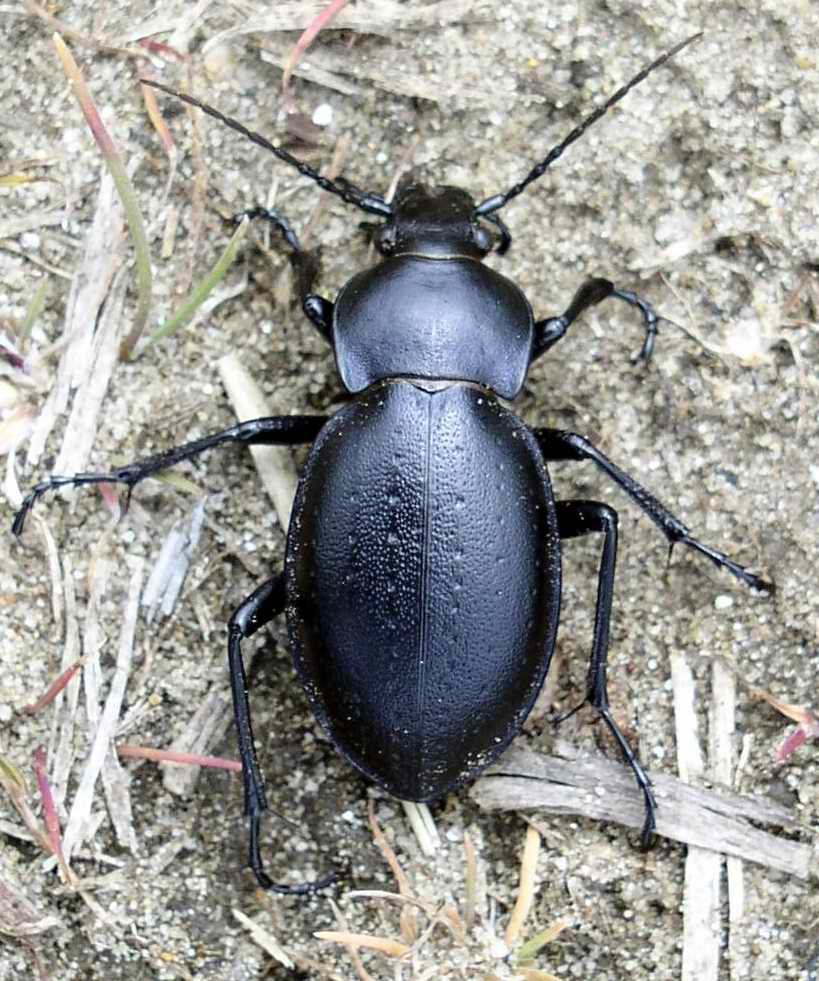
Венгерская жужелица

## Охрана
На Особо ценной территории запрещаются:
- распашка земель, строительство зданий и сооружений, трубопроводов и прочих коммуникаций, взрывные работы и разработка новых месторождений полезных ископаемых;
- нерегулируемый выпас скота;
- сбор и уничтожение редких и исчезающих видов растений, занесённых в Красную книгу Российской Федерации и Красную книгу Волгоградской области;
- изменение установившегося гидрологического режима территории;
- проезд транспорта вне дорог общего пользования, не связанного с функционированием Особо ценной территории;
- размещение отходов производства и потребления;
- использование агрохимикатов и пестицидов, отсутствующих в Государственном каталоге пестицидов и агрохимикатов, разрешённых к применению на территории Российской Федерации, и нарушение установленных гигиенических нормативов содержания пестицидов в объектах окружающей среды;
- проведение рубок лесных насаждений, в случае если это влечёт за собой нарушение сохранности Особо ценной территории;
- выжигание растительности;
- предоставление земельных участков под застройку, для коллективного и индивидуального садоводства и огородничества, организации подсобного хозяйства;
- использование лесных участков из состава земель лесного фонда, расположенных в границах Особо ценной территории, и ведение лесного хозяйства без учёта Лесного плана Волгоградской области и лесохозяйственных регламентов лесничеств.

За обеспечение охраны и функционирование ООПТ отвечает Комитет природных ресурсов, лесного хозяйства и экологии Администрации Волгоградской области.